# برنارد كورنيليوس
برنارد كورنيليوس (16 مارس 1919 - 26 أغسطس 1987)  (بالإنجليزية: Bernard Cornelius)‏ هو لاعب كريكت بريطاني وبريطاني (وحمل سابقاً جنسية المملكة المتحدة لبريطانيا العظمى وأيرلندا).